# Lucélia Peres
Lucélia de Oliveira Peres (Paracatu, 26 de agosto de 1981) é uma maratonista brasileira.
Começou a competir em 1997, ano que foi campeã brasiliense e brasileira.
Atualmente é tricampeã da Volta Internacional da Pampulha, em Belo Horizonte. Conquistou em 2006 o título da Corrida de São Silvestre.

## Principais resultados
1. Medalha de bronze nos Jogos Pan-Americanos do Rio 2007,na prova de 10.000m;
2. Tricampeã e recordista da Volta Internacional da Pampulha, 2004, 2005 e 2006;
3. Melhor brasileira na Corrida Internacional de São Silvestre, (segunda em 2004, quarta em 2005 e Campeã em 2006);
4. 7ª Colocada na Copa do Mundo de Atletismo na Grécia em outubro de 2006, pela seleção das Américas, nos 5.000m;
5. Tricampeã brasileira dos 10.000m, Troféu Brasil;
6. Campeã do Circuito Nacional de Fundo em Pista;
7. Campeã sul-americana de Cross country longo, 8km;
8. Campeã brasileira de Cross country longo, 8km;
9. Tricampeã sul-americana juvenil dos 5.000m
10. Bicampeã sul-americana juvenil dos 3.000m
11. Tricampeã sul-americana juvenil de cross country;
12. Pentacampeã brasileira juvenil dos 5.000m;
13. Tricampeã brasileira juvenil dos 3.000m;
14. Tricampeã brasileira juvenil dos 1.500m;
15. Integrante da seleção brasileira de atletismo por 30 vezes.

## Melhores marcas pessoais
- 3.000m 09:15.79 (em 2006);
- 5.000m 15:47.08, melhor marca sul-americana da década (em 2006);
- 10.000m 33:04,72 melhor marca sul-americana da década (em 2006);
- 10km (rua) 33:24;
- 15km 51:24 (em 2006);
- ½ Maratona 1:13:41(em 2006);